# Sun Sovannarith
Sun Sovannarith (11 febbraio 1987) è un calciatore cambogiano, di ruolo centrocampista.

## Carriera

### Nazionale
Con la nazionale cambogiana ha preso parte a 2 partite di qualificazione ai Mondiali 2010. Tra il 2008 ed il 2015 ha totalizzato complessivamente 35 presenze e 2 reti in nazionale.